# 盛武源
盛 武源（もり たけもと）はShoPro所属のアニメーションプロデューサー。同社取締役。『ポケットモンスター』をはじめとするアニメーション作品に携わる。

## プロデュース参加作品

### アニメーション
- テレビアニメポケットモンスター
  - 『ポケットモンスター』
  - 『ポケットモンスター アドバンスジェネレーション』
  - 『ポケットモンスター ダイヤモンド&パール』
  - 『ポケットモンスター ベストウイッシュ』
  - 『ポケモン不思議のダンジョン 時の探検隊・闇の探検隊』
  - 『ポケモン不思議のダンジョン 空の探検隊 時と闇をめぐる最後の冒険』
  - 『ポケモンレンジャー 光の軌跡』
  - 『戦慄のミラージュポケモン』
  - 『ポケットモンスター ミュウツー! 我ハココニ在リ』
  - 『ポケットモンスタークリスタル ライコウ雷の伝説』

- 劇場版ポケットモンスター
  - 『劇場版ポケットモンスター ミュウツーの逆襲』
    - 『劇場版ポケットモンスターピカチュウのなつやすみ』

  - 『劇場版ポケットモンスター 幻のポケモン ルギア爆誕』
    - 『劇場版ポケットモンスターピカチュウたんけんたい』

  - 『劇場版ポケットモンスター 結晶塔の帝王 ENTEI』
    - 『劇場版ポケットモンスターピチューとピカチュウ』

  - 『劇場版ポケットモンスター セレビィ 時を超えた遭遇』
    - 『劇場版ポケットモンスターピカチュウのドキドキかくれんぼ』

  - 『劇場版ポケットモンスター 水の都の護神 ラティアスとラティオス』
  - 『劇場版ポケットモンスター アドバンスジェネレーション 七夜の願い星 ジラーチ』
  - 『劇場版ポケットモンスター アドバンスジェネレーション 裂空の訪問者 デオキシス』
  - 『劇場版ポケットモンスター アドバンスジェネレーション ミュウと波導の勇者 ルカリオ』
  - 『劇場版ポケットモンスター アドバンスジェネレーション ポケモンレンジャーと蒼海の王子 マナフィ』
  - 『劇場版ポケットモンスター ダイヤモンド&パール ディアルガVSパルキアVSダークライ』
  - 『劇場版ポケットモンスター ダイヤモンド&パール ギラティナと氷空の花束 シェイミ』
  - 『劇場版ポケットモンスター ダイヤモンド&パール アルセウス 超克の時空へ』
  - 『劇場版ポケットモンスター ダイヤモンド&パール 幻影の覇者 ゾロアーク』
  - 『劇場版ポケットモンスター ベストウイッシュ ビクティニと黒き英雄 ゼクロム・白き英雄 レシラム』
  - 『劇場版ポケットモンスター ベストウイッシュ キュレムVS聖剣士 ケルディオ』
    - 『メロエッタのキラキラリサイタル』

  - 『劇場版ポケットモンスター ベストウイッシュ 神速のゲノセクト ミュウツー覚醒』
    - 『ピカチュウとイーブイ☆フレンズ』

  - 『ポケモン・ザ・ムービーXY 破壊の繭とディアンシー』
  - 『劇場版ポケットモンスター キミにきめた!』（アソシエイトプロデューサー）
  - 『劇場版ポケットモンスター みんなの物語』（アソシエイトプロデューサー）
  - 『ミュウツーの逆襲 EVOLUTION』（アソシエイトプロデューサー）
  - 『劇場版ポケットモンスター ココ』（アソシエイトプロデューサー）

- 3D映画
  - 『ポケモン３Ｄアドベンチャー　ミュウを探せ！』
  - 『ポケモン３Ｄアドベンチャー２　ピカチュウの海底大冒険』
- WEBアニメ
  - 『ポケモン不思議のダンジョン 出動！ポケモン救助隊ガンバルズ！』
- ANA機内限定上映
  - 『ピカチュウのわんぱくアイランド』
  - 『ポケットモンスター　ダイヤモンド＆パール　ピカチュウたんけんクラブ』
  - 『ポケットモンスター　ダイヤモンド＆パール　ピカチュウのキラキラだいそうさく！ 』
  - 『ポケットモンスター　ダイヤモンド＆パール　ピカチュウのふしぎなふしぎな大冒険 』
  - 『ポケットモンスター ベストウイッシュ　ピカチュウのサマー・ブリッジ・ストーリー 』
- ドラマCD
  - 白い明日だ!ロケット団
- デュエルマスターズシリーズ
  - 『デュエル・マスターズ VS』（企画、途中から）
  - 『デュエル・マスターズ VSR』（企画）
  - 『デュエル・マスターズ VSRF』（企画、途中まで）
  - 『デュエル・マスターズ WIN 決闘学園編』（企画、第13話から）
- 劇場版 名探偵コナンシリーズ
  - 『名探偵コナン 紺碧の棺』
  - 『名探偵コナン 業火の向日葵』
  - 『名探偵コナン 純黒の悪夢』
- 『おまかせ!みらくるキャット団』（企画）
- 『テンカイナイト』（プランニングマネージャー）
- 『姫様“拷問”の時間です』（企画）
- 『怪盗ジョーカー　シーズン２』（製作）
- 『12歳。 ～ちっちゃなムネのトキメキ～　セカンドシーズン』（エグゼクティブプロデューサー ）
- 『斉木楠雄のΨ難』（企画）
- 『12歳。 ～ちっちゃなムネのトキメキ～』（エグゼクティブプロデューサー）
- 『斉木楠雄のΨ難　Ψ始動編』（スーパーバイザー）
- 『MIX』（スーパーバイザー ）
- 『ゾゾゾゾンビーくん』（エグゼクティブプロデューサー）
- 『ゾン100～ゾンビになるまでにしたい100のこと～ 』（製作）
- 『シンカリオン チェンジ ザ ワールド』（企画）

### バラエティ
- 『週刊ポケモン放送局』

- 『ポケモン☆サンデー』
- 『ポケモンスマッシュ!』
- 『おはスタ』

- 『OHA OHA アニキ』

### ゲーム
- 『らんま1/2 爆烈乱闘篇』
- 『らんま1/2 白蘭愛歌』
- 『らんま1/2 朱猫団的秘宝』
- 『らんま1/2 超技乱舞篇』